# Икономически тигър
Икономически тигър в икономическия жаргон е държава, която се намира в момент на рязък икономически растеж, който обикновено е съпроводен от осезаемо повишаване на жизнения стандарт. Като показател за превръщането на икономика в „тигрова“ се приема наличието на 9-12% годишен темп на нарастване на брутния вътрешен продукт.
Понятието първоначално е използвано за Южна Корея, Сингапур, Хонконг и Тайван („източно азиатските икономически тигри“), чиито икономики избуяват, след като в края на 1980-те привличат големи количества чужди инвестиционни капитали. И четирите страни обаче преживяват икономически кризи през 1997-1998 г., като причините са основно в огромните разходи по обслужване на дълговете и неравномерното разпределение на богатството. Икономическият им потенциал днес отново се възстановява и източно азиатските икономически тигри отново са активни участници в глобалния пазар.
Впоследствие понятието „икономически тигър“ се прилага и към други държави, които бележат значителен подем в ръста на икономиките си. Такава страна е например Ирландия (наричана „келтския тигър“), чийто икономически подем трае от 1990-те до 2001-2003 г.
„Гръцкото икономическо чудо“ от 1950-те и 1960-те години също може от днешна гледна точка да бъде описано като „тигрова икономика“. Ако това название не се ползва често, особено в рамките на страната, причината е в това, че тези две десетилетия са белязани с големи политически вълнения, вместо икономическо благоденствие.
В последните години, още преди приемането им в Европейския съюз през 2004 г., Естония, Латвия и Литва започват да бъдат наричани колективно „балтийски икономически тигри“. Оценките за икономическия ръст на трите страни за първите осем месеца на 2006 г. отговарят добре на тези очаквания и са съответно: 12%, 11%, 8%.